# 新普拉赫季伊夫卡
46°7′0″N 29°39′8″E / 46.11667°N 29.65222°E
新普拉赫蒂伊夫卡（烏克蘭語：Нова Плахтіївка）是位於烏克蘭西南部的村莊，由敖德萨州裡比爾霍羅德-德涅斯特羅夫斯基區的薩拉塔市鎮負責管轄。該村始建於1926年，面積0.13平方公里，海拔高度26米，2001年人口77，人口密度每平方公里592.31人。